# زفيزيل
زِڤيزيل (بالألمانية: Zwiesel) هي مَدِينة في مِنطقة رِيغن التَّابعة لمُحافظة باڤارِيا السُّفلَى في وِلاَية باڤارِيا في جُمهُوريَّة أَلمَانيَا الاِتّحاديّة. مَدِينة زِڤيزيل هِي مُنتِج صِحِّيِّ مُعتَمِدِ مِن قَبل الدَّولَة؛ بتمتَاز بِه المدِينَة مِن الظُرُوف المُناخِيَّةَ المِثالِيَّة. تَشتهِر المدِينَة بالغَابات وبالصِّناعات الخشبِيَّة، وبإِنتاج وصِناعة أجود أَنواع الزِّجاج والكرِيستال فلقَّبت بمَدِينة الزِّجاج. تَقَع المَدِينة شَرق مِنطقة رِيغن شَمَال الدَّولة الحُرَّة باڤارِيا أَهمَّ المُدن الكُبرَى في شمال جِبال الأَلب جَنُوب أَلمَانيَا بمِساحة تُقَدَّر بحَوالَي 41 كم².

## المُدن التَّوأَم لزِڤيزيل
- مَدِينة براكة.

## أعلام
- ميخائيل آدم
- ستيفان هاين
- دراغان هولكر

## اُنظُر أيضاً
- باڤارِيا.
- باڤارِيا السُّفلَى.
- قائِمة مُدن أَلمَانيَا.

## وُصلات خارجيّة
- الصّفحة الرّسميّة لمَدِينة زِڤيزيل (باللُّغَةُ الألمانِيّة).
- مَصنع زِڤيزيل للزِّجاج والكرِيستال (باللُّغَةُ الألمانِيّة، والإِنجِلِيزِيّة).

## صُوّر

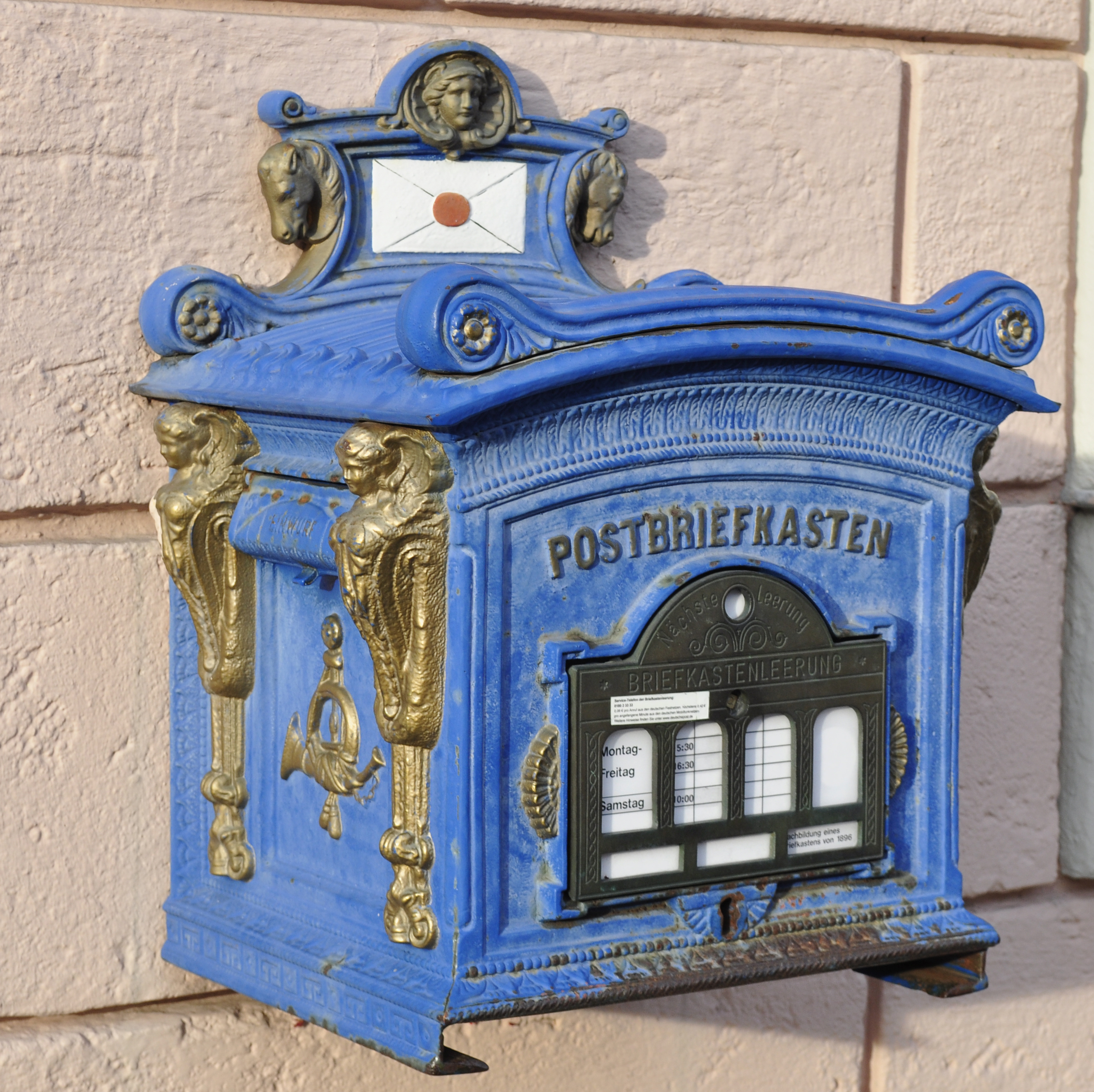
صُندُوق بريد مِن القرن التَّاسِع عشر لايَزال مُحتفِظاً بِرونقة.
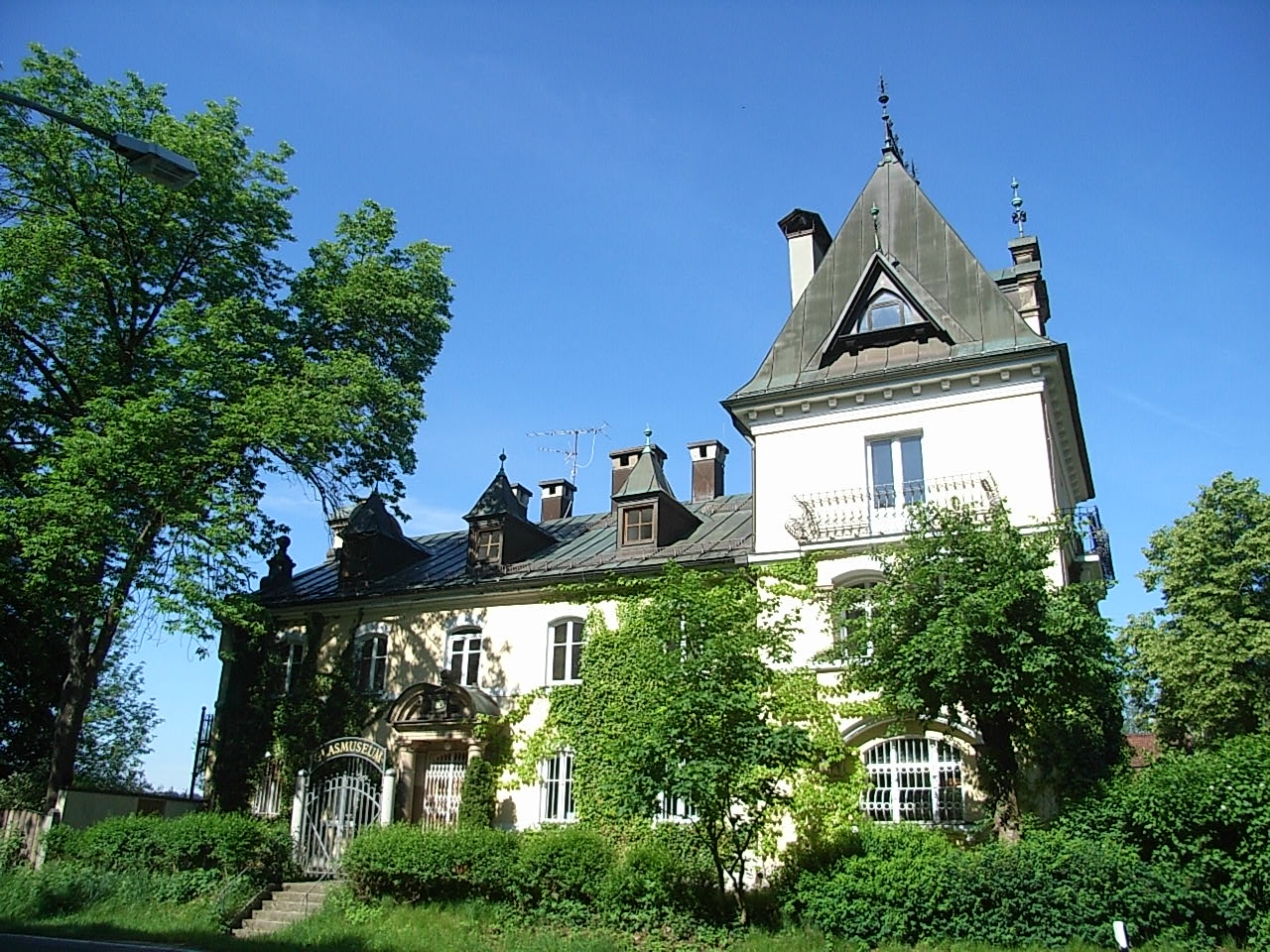
مُتحف زِڤيزيل للزِّجاج.
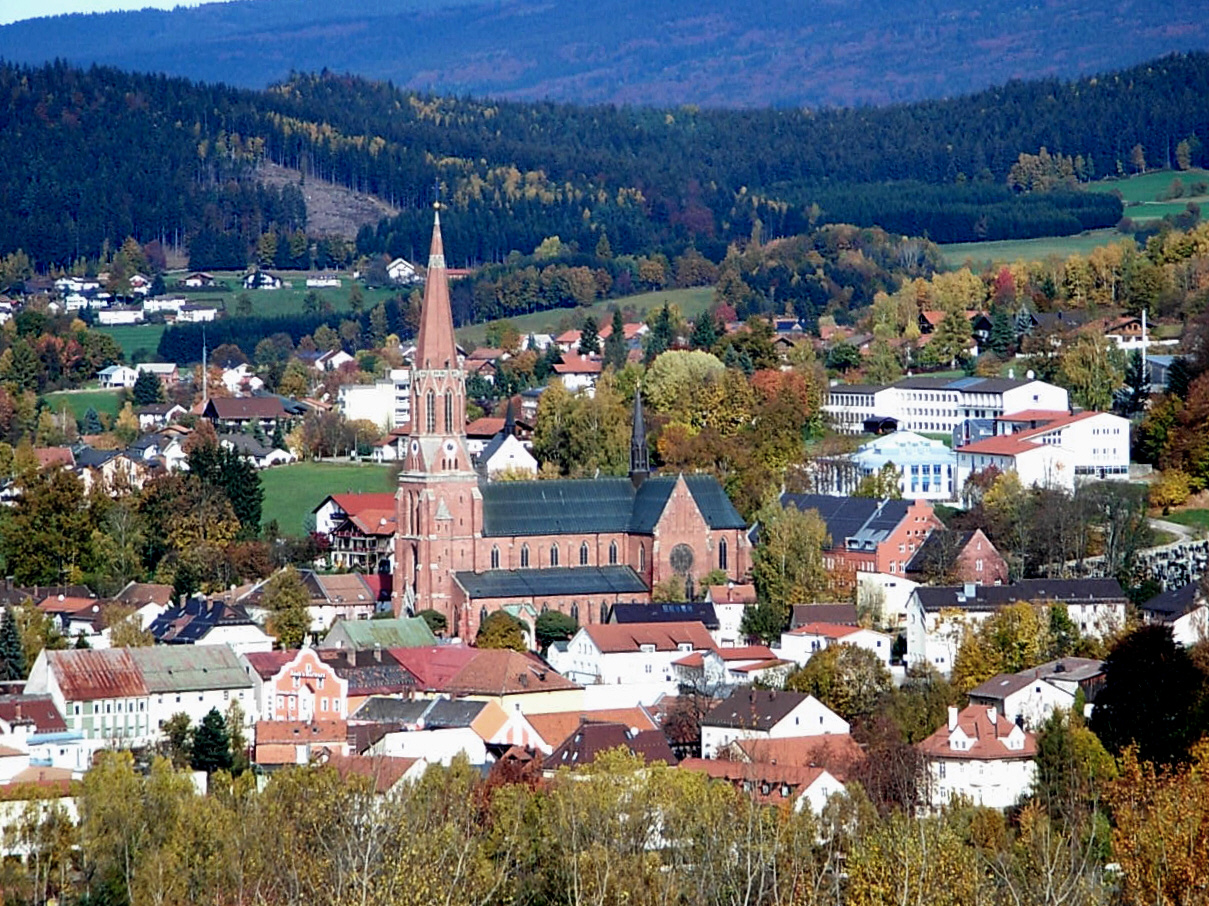
مَنظَر عامّ للمَدِينة.

## مَراجع
1. 1 2  Bayerisches Landesamt für Statistik, ed. (1991), Amtliches Ortsverzeichnis für Bayern (بالألمانية), München: Bayerisches Landesamt für Statistik, p. 216, QID:Q15707237
2. ↑  "Alle politisch selbständigen Gemeinden mit ausgewählten Merkmalen am 31.12.2018 (4. Quartal)" (بالألمانية). Statistisches Bundesamt. Archived from the original on 2019-03-10. Retrieved 2019-03-10.
3. ↑   https://it-ch.topographic-map.com/map-k29qt6/Zwiesel/?zoom=19&center=49.01367%2C13.23128&popup=49.01381%2C13.23125. {{استشهاد ويب}}: |url= بحاجة لعنوان (مساعدة) والوسيط |title= غير موجود أو فارغ (من ويكي بيانات) (مساعدة)
4. ↑  Alle politisch selbständigen Gemeinden mit ausgewählten Merkmalen am 31.12.2023 (بالألمانية), Statistisches Bundesamt, 28. Oktober 2024, QID:Q131220759, Archived from the original on 17 November 2024 {{استشهاد}}: تحقق من التاريخ في: |publication-date= (help)